# Bättre än så här blir det inte
Bättre än så här blir det inte är en scenshow skriven och framförd av artisten, musikern, skådespelaren och dramatikern Åsa Gustafsson. 

## Historia
Föreställningen hade urpremiär på Folkteatern i Göteborg den 7 december 2012.  Den hade nypremiär i en längre version på Folkteaterns stora scen den 3 januari 2014. 
Med Bättre än så här blir det inte ställde sig Åsa Gustafsson solo på scen för första gången sedan mitten av 90-talet och de tre scenshower hon satte upp då för scen och i SVT. Föreställningen var också hennes första med helt eget manus. 

## Handling
Berättelsen utspelas genom möten med människorna på en småbåtsbrygga, ackompanjerade och kommenterade med nyskrivna låtar med Åsa Gustafssons texter och musikern Lotta Wengléns tonsättning. Låtarna framförs på scen av Åsa Gustafssons band Den offentliga sektorn.

## Medverkande
- Åsa Gustafsson: Skådespeleri, sång, munspel och tvärflöjt
- Lotta Wenglén: Gitarr och kör
- Christine Owman: Cello och kör
- Sverker Stenbäcken: Trummor
- Lisa Pedersen: Kör, klangspel och gitarr (nypremiären 2014)

## Musik
Låtarna ur föreställningen omarbetades och spelades in på skiva under hösten 2013. Albumet, Orsak och verkan, producerades av Lotta Wenglén och släpptes den 26 mars 2014.